# Бажанов, Аскольд Алексеевич
Аскольд Алексеевич Бажанов (21 июля 1934, село Ристикент (Нотозеро), Мурманский округ, Ленинградская область, СССР — 15 октября 2012) — колтта-саамский писатель и поэт. Автор книг «Солнце над тундрой» (1983), «Белый олень» (2008), «Стихи и поэмы о саамском крае» (2009) и других.

## Биография
Родился в колтта-саамском погосте Нотозеро (селе Ристикент) Кольского района Мурманской области в 1934 году (сейчас села не существует: по причине строительства гидроэлектростанции жители были из него выселены, территория села затоплена).
Долгое время был оленеводом. Окончил среднюю школу и факультет народов Севера ЛГПИ им. Герцена в Ленинграде. Затем работал на горно-обогатительном комбинате.
Писал на русском языке. Стихотворения Аскольда Бажанова публиковались в районных, областных и республиканских газетах, в журналах и коллективных сборниках. Песни на его слова звучали по Всесоюзному и областному радио в исполнении Ловозёрского хора.
Первая отдельная книга Бажанова — «Солнце над тундрой» (1983).
Жил и работал в посёлке Ревда Мурманской области.
В 2009 году вышел сборник произведений Аскольда Бажанова «Стихи и поэмы о саамском крае». Эта книга стала одним из результатов научного филологического проекта по изучению саамских языков и саамской культуры, который вели в России учёные Германии и Норвегии. Стихи Бажанова в этом сборнике представлены как на русском языке, так и в переводе на английский.
Скончался в ночь с 14 на 15 октября 2012 года.
В 2015 году издана книга избранных стихов в ограниченном тираже (500 экземпляров).
И лес, и реки, и вершины,
и я — мечтаем о поре,
когда весь свет сойдётся клином
на нашей северной земле.
Аскольд Бажанов.
Из книги «Солнце над тундрой» (1983)